# Mech Brigade
Mech Brigade est un jeu vidéo de type wargame créé par Gary Grigsby et publié par Strategic Simulations en 1985 sur Apple II et Commodore 64 puis en 1986 sur Atari 8-bit et en 1987 sur IBM PC. Le jeu fait suite à  Kampfgruppe dont il reprend le système de combats tactiques en le transposant dans le contexte d’un conflit moderne hypothétique entre l'OTAN et l'Union soviétique en Allemagne. Le joueur y affronte un autre joueur ou l'ordinateur sur une carte générée aléatoirement, dans un des quatre scénarios prédéfinis du jeu ou dans des scénarios personnalisés. Le jeu utilise le même système de jeu que son prédécesseur et les principales différences entre les deux jeux dérivent de la différence de leur contexte. Le jeu inclus ainsi tous l'arsenal moderne des nations impliqués, les unités tendent à avoir une plus grande portée et l’artillerie acquiert la possibilité de tirer des obus fumigènes. Il se déroule au tour par tour, chaque tour étant composé de deux phases distinctes : une phase d'ordre puis une phase lors de laquelle l'ordinateur les exécute. À la fin de chaque tour, des points sont attribués aux joueurs en fonction de leur réussite. Ces points permettent de déterminer le vainqueur à l’issue du dernier tour de jeu.
À sa sortie, Mech Brigade est notamment salué par le magazine Computer Gaming World qui note qu’il reprend le système de jeu, quasiment dépourvu de défaut, d’un des wargames  les plus populaires de l’époque tout en se distinguant suffisamment de son prédécesseur, grâce à la différence de contexte, pour être considéré comme un jeu à part entière. Ses qualités lui valent notamment d’être introduit dans le Hall of Fame du magazine Computer Gaming World dès sa création, en mars 1988. Rétrospectivement, la rédaction du même magazine considère que son excellente intelligence artificielle et ses nombreux scénarios lui ont permis de régner en maître sur le genre jusqu’à la sortie de M1 Tank Platoon (1989).
Après la sortie de Mech Brigade, Gary Grigsby développe un troisième wargame basé sur le moteur de jeu de Kampfgruppe. Baptisée BattleGroup et publiée par Strategic Simulations en juin 1986, celle-ci couvre la même période historique que Kampfgruppe mais transpose son système de jeu à un autre théâtre d’opération de la Seconde Guerre mondiale, le front de l’Ouest, sur lequel l’Allemagne affronte les États-Unis et le Royaume-Uni. Il se distingue ainsi du jeu original par l’ajout de nouvelles unités, qui correspondent aux forces américaines et anglaises de l’époque, mais n’intègre pas certains améliorations apportées par Mech Brigade, dont la possibilité de tirer des obus fumigène et un meilleur système de gestion du moral des troupes.

## Trame
Mech Brigade retrace un conflit hypothétique entre l’URSS et l’OTAN en Allemagne par l’intermédiaire de quatre scénarios qui simule respectivement l’offensive de l’Armée soviétique dans la trouée de Fulda, l’attaque de Wurtzbourg, un assaut des forces de l’OTAN près de Karlsruhe et une confrontation entre les deux armées au nord de Hambourg. Le conflit implique les États-Unis, l’Allemagne de l’Ouest, le Royaume-Uni et l’Union soviétique, la majeure partie de leurs arsenaux étant représenté dans le jeu.

## Système de jeu
Mech Brigade  est un wargame qui simule des combats tactiques entre les forces de l’OTAN et de l’URSS. Le jeu se déroule sur des cartes générées aléatoirement en fonction de paramètres définis par le joueur, comme la densité des forêts ou le nombre de rivières. Il propose quatre scénarios prédéfinis, qui influent sur la position stratégique des deux armées au début d’une partie et sur le nombre de tour nécessaire pour la terminer, et permet également de créer des scénarios personnalisé. Il propose enfin cinq types d’affrontements différents. Le jeu peut opposer deux joueurs ou un joueur et l’ordinateur. Celui qui commande les forces de l’OTAN doit choisir la nationalité de ses forces – États-Unis, Allemagne de l’Ouest, Royaume-Uni ou France – ce qui influe sur l’armement à sa disposition. Le jeu utilise le même système de jeu que Kampfgruppe et les principales différences entre leurs mécanismes de jeu dérivent de la différence de contexte. Outre les blindés et les transports de troupes, le jeu inclus ainsi tous l’arsenal des véhicules d’une armée moderne dont des hélicoptères, des véhicules de reconnaissance et de commandement, des pièces d’artillerie automotrice, des batteries anti-aérienne mobiles et des lanceurs de missiles antichars. Les unités tendent ainsi à avoir une plus grande portée et l’artillerie acquiert la possibilité de tirer des obus fumigènes. Les deux jeux diffèrent également en termes d’organisation des troupes. Les forces soviétiques sont ainsi organisées en bataillons alors que les troupes de l’OTAN s’appuie plutôt sur une organisation en compagnies. L’échelle de la carte ou se déroule les combats est la même que dans Kampfgruppe. Comme son prédécesseur, le jeu se déroule au tour par tour, chaque tour étant composé de deux phases distinctes. Dans la première, les joueurs donnent des ordres à leurs unités puis, dans la deuxième, l’ordinateur exécute ces ordres un par un en alternant entre chaque joueur. À la fin de chaque tour, des points sont attribués aux joueurs en fonction de leur réussite. Ces points permettent de déterminer le vainqueur à l’issue du dernier tour de jeu,.

## Développement et publication
Mech Brigade est développé par Gary Grigsby qui s’appuie pour cela sur le moteur de jeu d’un de ses précédents wargames,  Kampfgruppe. Il est publié par Strategic Simulations en juin 1985 sur Apple II et Commodore 64. Il est ensuite porté sur Atari 8-bit en mai 1986 puis sur IBM PC à l’automne 1987,.

## Accueil
| Mech Brigade |      |       |
| Média        | Nat. | Notes |
| Tilt         | FR   | 4/6   |

Après sa sortie en 1985, Mech Brigade fait l’objet d’une critique très positive du journaliste Jay Selover dans Computer Gaming World. Celui-ci estime tout d’abord que cette suite, d’un des wargames  les plus populaires de l’époque, n’est pas particulièrement innovante mais qu’elle donne accès à l’excellent système de jeu créé par Gary Grigsby aux joueurs préférant les conflits modernes à la seconde Guerre mondiale.  Il note en effet que si les deux jeux utilisent un système de jeu identique, ils procurent des sensations très différentes du fait de l’introduction d’un arsenal plus moderne, avec notamment des missiles antichar et des hélicoptères de combat. Il salue également l’arrivée des obus fumigène, dont il regrettait l’absence dans  Kampfgruppe, qu’ils jugent particulièrement importants pour une simulation de conflit moderne. En conclusion, il juge que, compte tenu du peu de défaut de son prédécesseur, il est naturel que son concepteur n’a pas modifié en profondeur son système de jeu. Il estime également que, malgré cela, Mech Brigade peut quasiment être considéré comme un jeu entièrement nouveau du fait de son contexte historique très différent de celui de son modèle. En 1986, le jeu est également salué par le journaliste du magazine Tilt qui le décrit comme un wargame  de haut niveau qui s’adresse aux joueurs expérimenté et qui combine agréablement les plaisirs de la stratégie avec l’exploitation d’un arsenal contemporain. Enfin, en 1987, Mech Brigade fait l’objet d’une nouvelle critique très positive dans le magazine Your Commodore. Son auteur juge en effet que, malgré une certaine complexité, le jeu offre une jouabilité remarquable et que sa combinaison de d’infanterie, de char d’assaut,  d’artillerie, de missile et d’hélicoptère en fait un jeu fascinant et difficile. 
Mech Brigade est notamment introduit dans le Hall of Fame du magazine Computer Gaming World dès sa création en mars 1988. Rétrospectivement, la rédaction du magazine juge en effet que produire une suite à  Kampfgruppe, considérée à l’époque comme le meilleur wargame tactique sur le thème de la Seconde Guerre mondiale, était un vrai défi que Strategic Simulations a relevé avec succès en adaptant son système de jeu à un conflit moderne et en corrigeant son principal défaut. Ils estiment ainsi que si Mech Brigade n’offre ni des graphismes en SVGA, ni des explosions stéréophonique, il « règne en maitre » sur le genre jusqu’à la sortie de M1 Tank Platoon (1989) grâce à son excellente intelligence artificielle et à ses nombreux scénarios.

## Postérité
Après la sortie de Mech Brigade, Gary Grigsby développe un troisième wargame basé sur le moteur de jeu de  Kampfgruppe. Baptisé BattleGroup et publié par Strategic Simulations en juin 1986, celle-ci couvre la même période historique que le jeu original mais transpose son système de jeu à un autre théâtre d’opération de la Seconde Guerre mondiale, le front de l’Ouest, où l’Allemagne affronte les États-Unis et le Royaume-Uni. Il se distingue ainsi du jeu original par l’ajout de nouvelles unités, qui correspondent aux forces américaines et anglaises de l’époque, mais n’intègre pas certains améliorations apportées par Mech Brigade, dont la possibilité de tirer des obus fumigène et un meilleur système de gestion du moral des troupes.